# Vioolconcert (Britten)
Benjamin Britten componeerde zijn Vioolconcert opus 15 gedurende de jaren 1938 en 1939; het bleef bij één vioolconcert. Delen van het werk werden gecomponeerd in de Verenigde Staten en dat land kreeg dan ook de eerste uitvoering. Op 29 maart 1940 soleerde Antonio Brosa en begeleidde het New York Philharmonic Orchestra onder leiding van John Barbirolli. Later bewerkte Britten het stuk samen met Manoug Parikian.

## Muziek
Het werk is geschreven in de klassieke driedelige opzet van een concerto, maar de tempo-aanduidingen laten een ander beeld zien; het sluit af met een langzaam deel:
1. Moderato con moto
2. Vivace
3. Passacaglia: Andante lento

Het concert begint niet met de solist, de eerste die hun stem laten horen zijn de pauken en een slag op het bekken. De pauken blijven in het gehele werk een behoorlijke bijdrage leveren. Voortzetting vindt plaats via de fagotten en dan verder het orkest door. De solist is al vrij snel te horen (na ongeveer een halve minuut) met een lange klaagzang boven het orkest. Het tweede deel is het scherzo, dat herinnert aan het eerste vioolconcert van Sergej Prokofjev. Het deel besluit met een vrij lange cadens waarin thema’s terugkomen uit de delen 1 en 2 en die zonder pauze overgaat in het derde deel.
Het derde deel heeft een kleine bijzonderheid; het is de eerste passacaglia die Britten componeerde. In zijn pianoconcert zit ook een dergelijk muziekstuk, maar dat werd later toegevoegd. Deze passacaglia is qua opzet gelijk aan composities in dit genre van Henry Purcell en Johann Sebastian Bach, behalve dat deze in eerste instantie in gang wordt gezet door de trombonestem. De viool heeft ook hier een leidende positie en speelt een melodie die verwijst naar de solo in deel 1.
De toonsoort van het werk is D majeur, maar er worden veelvuldig uitstapjes gemaakt naar d mineur (gerelateerd aan F majeur). De muziek doet qua stemming en muziekvoering denken aan het oeuvre van Dmitri Sjostakovitsj met afwisseling van ironische passages met serieuze, mede veroorzaakt door de afwisseling van majeur en mineur.

### Orkestratie
- 3 dwarsfluiten waarvan 2 ook piccolo, 2 hobo's waar van 1 ook althobo, 2 klarinetten, 2 fagotten
- 4 hoorns, 3 trompetten, 3 trombones, 1 tuba
- pauken, 2 man/vrouw slagwerk voor glockenspiel, bekkens, triangel, grote trom, kleine trom, tenor drum, 1 harp
- violen, altviolen, celli, contrabassen

## Discografie (selectie)
Er zijn ongeveer vijftien opnamen van het concert gemaakt. Enkele bekende daarvan zijn:
- Decca Records, London Records: Mark Lubotsky met English Chamber Orchestra o.l.v. de componist (opname 1970); samen met het pianoconcert
- Naxos: Barbara Hirsch, BBC Scottish Symphony Orchestra, o.l.v. Takyu Yuhasa (uitgave 1997); samen Brittens celloconcert
- Emi Classics: Maxim Vengerov, London Symphony Orchestra, Mstislav Rostropovitsj (uitgave 2003); samen vioolconcert van William Walton
- Warner Classics: Daniel Hope, BBC Symphony Orchestra o.l.v. Paul Watkins, (uitgave 2005); samen met vioolconcert van Alban Berg
- Decca Records: Janine Jansen, London Symphony Orchestra o.l.v. Paavo Järvi (uitgave 2007), samen met vioolconcert van Beethoven

Het vioolconcert belandde in 2009 in de Album Top 100 in Nederland; dat was mede te danken aan de populariteit van de uitvoerende soliste Janine Jansen. 
Hitnotering Janine Jansen in de Nederlandse Album Top 100
| Hitnotering: (Week 1 t/m 23) 03-10-2009 t/m 06-03-2010 Hitnotering: (Week 24) 20-03-2010 Hitnotering: (Week 25 t/m 27) 03-04-2010 t/m 17-04-2010 Hitnotering: (Week 28) 02-10-2010 | Hitnotering: (Week 1 t/m 23) 03-10-2009 t/m 06-03-2010 Hitnotering: (Week 24) 20-03-2010 Hitnotering: (Week 25 t/m 27) 03-04-2010 t/m 17-04-2010 Hitnotering: (Week 28) 02-10-2010 | Hitnotering: (Week 1 t/m 23) 03-10-2009 t/m 06-03-2010 Hitnotering: (Week 24) 20-03-2010 Hitnotering: (Week 25 t/m 27) 03-04-2010 t/m 17-04-2010 Hitnotering: (Week 28) 02-10-2010 | Hitnotering: (Week 1 t/m 23) 03-10-2009 t/m 06-03-2010 Hitnotering: (Week 24) 20-03-2010 Hitnotering: (Week 25 t/m 27) 03-04-2010 t/m 17-04-2010 Hitnotering: (Week 28) 02-10-2010 | Hitnotering: (Week 1 t/m 23) 03-10-2009 t/m 06-03-2010 Hitnotering: (Week 24) 20-03-2010 Hitnotering: (Week 25 t/m 27) 03-04-2010 t/m 17-04-2010 Hitnotering: (Week 28) 02-10-2010 | Hitnotering: (Week 1 t/m 23) 03-10-2009 t/m 06-03-2010 Hitnotering: (Week 24) 20-03-2010 Hitnotering: (Week 25 t/m 27) 03-04-2010 t/m 17-04-2010 Hitnotering: (Week 28) 02-10-2010 | Hitnotering: (Week 1 t/m 23) 03-10-2009 t/m 06-03-2010 Hitnotering: (Week 24) 20-03-2010 Hitnotering: (Week 25 t/m 27) 03-04-2010 t/m 17-04-2010 Hitnotering: (Week 28) 02-10-2010 | Hitnotering: (Week 1 t/m 23) 03-10-2009 t/m 06-03-2010 Hitnotering: (Week 24) 20-03-2010 Hitnotering: (Week 25 t/m 27) 03-04-2010 t/m 17-04-2010 Hitnotering: (Week 28) 02-10-2010 | Hitnotering: (Week 1 t/m 23) 03-10-2009 t/m 06-03-2010 Hitnotering: (Week 24) 20-03-2010 Hitnotering: (Week 25 t/m 27) 03-04-2010 t/m 17-04-2010 Hitnotering: (Week 28) 02-10-2010 | Hitnotering: (Week 1 t/m 23) 03-10-2009 t/m 06-03-2010 Hitnotering: (Week 24) 20-03-2010 Hitnotering: (Week 25 t/m 27) 03-04-2010 t/m 17-04-2010 Hitnotering: (Week 28) 02-10-2010 | Hitnotering: (Week 1 t/m 23) 03-10-2009 t/m 06-03-2010 Hitnotering: (Week 24) 20-03-2010 Hitnotering: (Week 25 t/m 27) 03-04-2010 t/m 17-04-2010 Hitnotering: (Week 28) 02-10-2010 | Hitnotering: (Week 1 t/m 23) 03-10-2009 t/m 06-03-2010 Hitnotering: (Week 24) 20-03-2010 Hitnotering: (Week 25 t/m 27) 03-04-2010 t/m 17-04-2010 Hitnotering: (Week 28) 02-10-2010 | Hitnotering: (Week 1 t/m 23) 03-10-2009 t/m 06-03-2010 Hitnotering: (Week 24) 20-03-2010 Hitnotering: (Week 25 t/m 27) 03-04-2010 t/m 17-04-2010 Hitnotering: (Week 28) 02-10-2010 | Hitnotering: (Week 1 t/m 23) 03-10-2009 t/m 06-03-2010 Hitnotering: (Week 24) 20-03-2010 Hitnotering: (Week 25 t/m 27) 03-04-2010 t/m 17-04-2010 Hitnotering: (Week 28) 02-10-2010 | Hitnotering: (Week 1 t/m 23) 03-10-2009 t/m 06-03-2010 Hitnotering: (Week 24) 20-03-2010 Hitnotering: (Week 25 t/m 27) 03-04-2010 t/m 17-04-2010 Hitnotering: (Week 28) 02-10-2010 | Hitnotering: (Week 1 t/m 23) 03-10-2009 t/m 06-03-2010 Hitnotering: (Week 24) 20-03-2010 Hitnotering: (Week 25 t/m 27) 03-04-2010 t/m 17-04-2010 Hitnotering: (Week 28) 02-10-2010 | Hitnotering: (Week 1 t/m 23) 03-10-2009 t/m 06-03-2010 Hitnotering: (Week 24) 20-03-2010 Hitnotering: (Week 25 t/m 27) 03-04-2010 t/m 17-04-2010 Hitnotering: (Week 28) 02-10-2010 |
| Week: | 1 | 2 | 3 | 4 | 5 | 6 | 7 | 8 | 9 | 10 | 11 | 12 | 13 | 14 | 15 | 16 |
| --- | --- | --- | --- | --- | --- | --- | --- | --- | --- | --- | --- | --- | --- | --- | --- | --- |
| Positie: | 6 | 3 | 8 | 14 | 17 | 14 | 14 | 16 | 21 | 20 | 20 | 30 | 25 | 34 | 38 | 52 |
| Week: | 17 | 18 | 19 | 20 | 21 | 22 | 23 | | 24 | | 25 | 26 | 27 | | 28 | |
| Positie: | 48 | 51 | 42 | 66 | 85 | 70 | 87 | uit | 99 | uit | 62 | 31 | 62 | uit | 93 | uit |

Op 2 oktober 2010 kwam het voor een week terug op plaats 93.